# 長谷川万射
長谷川 万射（はせがわ まや、1996年7月12日 - ）は、日本の女性ファッションモデル、歌手。姉の影響でモデルとなり、2012年から2015年までファッション雑誌『Ranzuki』の専属モデルとして活動。2015年に配信シングル『smile of tears feat.A-HOUSE』で歌手デビューを果たした。

## 経歴

### モデル活動
ギャル雑誌を中心に活動していた姉・長谷川知穂の影響で、モデル業に興味を持ち始める。姉の出演するイベントに遊びに来ていたところをファッション雑誌『Ranzuki』の編集部にスカウトされ、撮影に参加するようになった。2012年4月より同誌の専属モデル（R's）として岸本真帆と共にデビュー。2012年8月号の巻頭特集「R'sファーストグラビア『太陽にKissしちゃうぞ』」で、他の専属モデル9名と共に本格的な水着グラビアに初挑戦。この企画ではMEGUMI、雛形あきこらを輩出したサンズエンタテインメントの会長で、巨乳ブームの火付け役である野田義治が彼女らのグラビアを格付けしているが、長谷川は斉藤夏海と同率1位を獲得。特に長谷川は「まだ身長も伸びるかもしれないから、おもしろいかもなぁ」と高い評価を受けた。2014年3月22日付けのブログでモデル活動を休止することを発表。活動休止の理由について自身のブログと同年5月号の『Ranzuki』では「勉強に専念するため」と説明していたが、4月23日付けのブログで実際は「所属事務所との方向性の食い違いにより対立し、事務所と契約中に事務所を辞めようとする契約違反」が原因であったことを明かした。また、『Ranzuki』を楽しみにしている読者を諸事情に巻き込みたくないという思いから編集部に頼んで事実と異なる休止理由を掲載して貰っていたことも告白。長谷川は事実と異なる発表を行ってしまったことを謝罪した。『Ranzuki』は同年6月号で訂正した。同年11月25日発売の2015年1月号の『Ranzuki』で復帰し、同日付けの自身の公式ブログで活動再開を報告した。2016年2月号で、「次のステージに進むため」同誌からの卒業を発表。

### 歌手活動
2015年10月5日、ヒップホップグループA-HOUSEを客演に迎えた配信シングル『smile of tears feat.A-HOUSE』で歌手デビュー。同年8月27日、東京・新木場STUDIO COAST（ageHa）にて行われたイベント「THE NEW STORY 2015～Young Generation's Festival～」で初ライブを行う。2015年10月、大野いとと松島庄汰が主演をつとめるフジテレビ系ドラマ『馬子先輩の言う通り』の主題歌『走れ馬子先輩』を担当。ドラマオリジナル楽曲であり、彼女の曲がドラマ主題歌に起用されるのはこれが初。

## 人物
姉と弟がいる。2013年2月号の『Ranzuki』の特集において、中学生の時に不登校を経験したことを明かした。元々塾通いや学級委員を務めるなど優等生だったが、友達がおらず学校に面白みを感じなくなり、最終的に教師を揉めたことをきっかけに不登校になった。長谷川は学校に行かなかったことを「後悔している」と語っており、同じような境遇の読者に向かって、学校に行くことを薦めている。
2017年1月1日付けの自身のブログで、かねてから交際していた男性との結婚を発表。同時に妊娠7か月であることも明かした。

## 主な出演

### 雑誌
- Ranzuki（2012年3月号 - 2016年2月号）専属モデル
- LOVEggg

## 作品

### シングル

#### 配信シングル
| 配信日                                                  | 作品名                      | 最高順位      | アルバム |
| 配信日                                                  | 作品名                      | Japan Hot 100 | アルバム |
| ------------------------------------------------------- | --------------------------- | ------------- | -------- |
| 2015年10月5日                                           | smile of tears feat.A-HOUSE | －            |          |
| "—"はチャート圏外、チャート対象外のいずれかを意味する。 |                             |               |          |